# Ivano Fontana
Ivano Fontana (* 23. November 1926 in L’Aquila; † 24. Dezember 1993) war ein italienischer Mittelgewichtsboxer.
Fontana gewann bei den Olympischen Spielen 1948 in London die Bronzemedaille im Mittelgewicht, er verlor dabei im Halbfinale gegen den Ungarn László Papp. Bei der Europameisterschaft 1949 in Oslo belegte er einen weiteren dritten Platz.
Im Dezember 1949 wechselte er zu den Profis, hatte dort aber nur mäßigen Erfolg. 1952 gewann er den italienischen Mittelgewichtstitel und 1955 die Meisterschaft im Halbschwergewicht. Im März 1955 verlor er gegen Bubi Scholz durch K. o. in der fünften Runde. Seinen letzten Kampf am 11. Januar 1958 in der Dortmunder Westfalenhalle verlor er gegen Erich Schöppner durch K. o. in der vierten Runde.